# لوچنتس
لوچنتس (به آلمانی: Lizenz) یک شهرک با جمعیت ۲۸٬۵۰۸ نفر که در Lučenec District، اسلواکی واقع شده‌است.